# François Motard
François Pierre Paul Motard (Honfleur, 30 juin 1733-Honfleur, 24 juillet 1793), est un officier de marine français.

## Biographie
Père de Léonard Motard, il entre dans la Marine comme mousse en 1741 et effectue cinq campagnes à Terre-Neuve. En 1755, il passe dans la Marine royale comme matelot sur l'Entreprenant dans l'escadre de Dubois de La Motte qui doit porter des secours au Canada et devient aide pilote sur le Sphinx (1756) puis sur le Sceptre (1757-1758) lors d'une croisière à Saint-Domingue où il participé à deux combats de la division Kersaint et où il est blessé.
Maître et premier pilote du Courageux à Saint-Domingue (1758-1759), il revient à la navigation commerciale à la fin de la guerre. En 1764, il est nommé au commandement de la Jeune-Gentille (six canons et dix-huit hommes) qui part d'Honfleur pour Saint-Domingue et est attaqué par un chébec de vingt-huit canons (deux cent-quatre-vingt-dix hommes) de Salé le 16 juillet au large des Açores. Grièvement blessé, il est fait prisonnier et restera trois années captif au Maroc.
Il exécute ensuite en 1768 une campagne de traité négrière en Guinée puis cinq voyages en Méditerranée (1770-1778) et une aux Indes. 
Commandant en juin 1780, un fort corsaire du Havre, armé de 26 canons, le Stanislas, il est poursuivi en mer du Nord par la frégate HMS Apollo (32 canons, cdt Philemon Pownoll) il fait courageusement face et un duel d’artillerie s’ensuit. Pownoll est tué par une bordée du Stanislas et remplacé aussitôt par son second Edward Pellew qui poursuit le combat avec acharnement. Motard doit préserver sa cargaison et cherche à s’enfuir pour tenter de gagner le port neutre d’Ostende. Toutefois, largement démâté, et acculé à la côte, le Stanislas ne peut que s’échouer pour éviter la capture,
L’Apollo doit renoncer à le prendre car la Flandre (alors hollandaise) est neutre. Conformément aux règles de la neutralité, le Stanislas est saisi par les autorités et mis en vente :  il sera en fait racheté par la Royal Navy qui l’incorpore dans ses effectifs après réarmement comme frégate sous le nom de HMS Proselyte. Motard, bien qu’ayant perdu son bâtiment reçoit une épée d’honneur pour avoir vaillamment défendu son navire face à une force supérieure.
Ensuite, il rejoint de nouveau la marine royale mais dans un grade subalterne d’officier auxiliaire comme tout roturier venant de la marine de commerce. Des petits commandements lui sont toutefois confiés: 
De juin à septembre 1884, il commande la chaloupe canonnière Martinique dans la Manche et y assure l'escorte de convois marchands. Ce sont ainsi deux cents bâtiments qui grâce à lui, parviennent à bon port sans la moindre perte. Motard capture de plus deux corvettes ennemies et en est récompensé par la croix de Saint-Louis (juin 1784).
Sous-lieutenant de vaisseau (mai 1786), il commande à Cherbourg le Canada et est attaché aux travaux de la rade. Il commande alors le Triton (avril 1787) puis le Vanneau (mai 1790) et le vaisseau Brillant (en) (octobre 1791).
Capitaine de vaisseau (février 1792), il tombe malade et doit quitter le service en avril 1793. Il meurt trois mois plus tard à Honfleur.